# 白旋螺
白旋螺（学名：Gyraulus albus）是一種細小的淡水螺物种，为扁蜷科旋螺属的淡水生肺螺類腹足纲软体动物，亦是旋螺属的模式種。其种加词“albus”意为“白色的”。
本物種是中国的特有物种。

## 分佈
本物種分佈於古北界：除分佈於台湾岛以及中国大陆的黑龙江、吉林、辽宁、内蒙、甘肃、新疆、河北、山东、江苏、浙江、东西、湖南、湖北、福建、广东、广西等以外，在歐洲見於下列各個：
- 比利時
- 捷克（英语：List of non-marine molluscs of the Czech Republic）[4]- least concern (LC)
- 德國（英语：List of molluscs recorded in Germany）
- 匈牙利
- 荷蘭（英语：List of molluscs recorded in the Netherlands）[5]
- 波蘭（英语：List of molluscs recorded in Poland）
- 斯洛伐克（英语：List of non-marine molluscs of Slovakia）[4]
- 愛爾蘭（英语：List of non-marine molluscs of Ireland）
- 英國（英语：List of non-marine molluscs of Great Britain）

## 棲息地
常见于沼泽、水洼、池塘、稻田以及沟渠及小溪沿岸带等多種不同的淡水棲地，或會在野草間，又或在泥底。本物種並不需要高度的鈣質。

## 型態描述
本物種的螺殼很細小，殼高只有 1.3 - 1.8 mm、闊只有 4 – 7 mm，屬於微小貝的種類。
螺殼扁平， with 4 - 4½ body whorls that expand in the direction of the 殼口. This aperture and the whorls are curved and do not have a keel.
螺殼白色:164（有時有黑點，可能是泥土的沉積），殼口開寬:164。
has a characteristic spiral sculpture.

## 延伸閱讀
- V. Pfleger & June Chatfield, A guide to the snails of Britain and Europe; Hamlyn Publishing Group, London, 1988; ISBN 0-600-55127-X

## 外部連結
- Gyraulus albus （页面存档备份，存于） at AnimalBase（英语：AnimalBase）